# António dos Santos Furtado
António dos Santos Furtado (Monchique, Marmelete, 18 de Setembro de 1897  - 1991) foi um engenheiro e maximafilista português. 

## Biografia

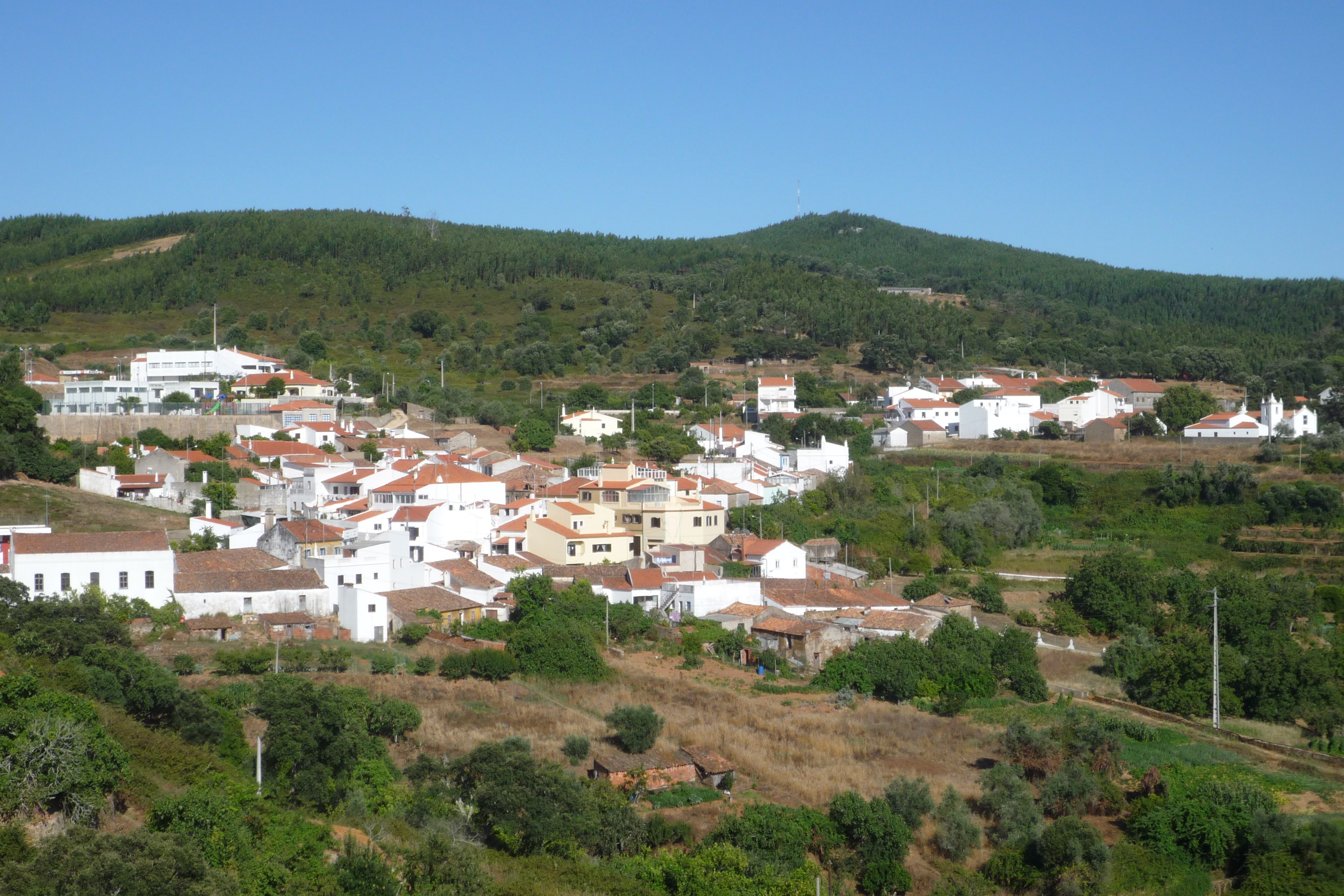
Aldeia de Marmelete.

### Nascimento e educação
António dos Santos Furtado nasceu na aldeia de Marmelete, no concelho de Monchique, em 18 de Setembro de 1897. Era filho dum lavrador abastado, e tinha um irmão, Francisco.
Concluiu o ensino liceal em Faro, e depois foi para Lisboa, onde se licenciou em Engenharia Civil no Instituto Superior Técnico da Universidade Técnica de Lisboa.

### Carreira profissional e coleccionismo
Tornou-se sócio da firma Algarve Exportador, que fabricava conservas de peixe, tendo sido colocado em Bordéus, para digirir a exportação dos produtos daquela empresa. Na década de 1930, regressou a Lisboa, onde criou a sociedade Aliança Exportadora, no mesmo ramo da Algarve Exportador. Também trabalhou na Casa do Algarve em Lisboa, tendo feito parte dos corpos sociais, e foi eleito de forma sucessiva, entre 1967 e 1984, para o Conselho Superior Regional naquele organismo, representando o concelho de Monchique.
O seu interesse pela filatelia iniciou-se ainda durante o liceu, onde trocava postais e selos com coleccionistas de outros países. Durante os seus estudos em Lisboa, foi o delegado da Fédération International de Collectionneurs Échangistes.
Posteriormente foi um dos pioneiros da maximafilia, tendo-se assumido como uma das maiores autoridades nesta actividade a nível mundial. Escreveu vários artigos dispersos sobre maximafilia, e foi o principal responsável pela criação da Associação Portuguesa de Maximafilia, organismo que entrou em declínio após a morte de António dos Santos Furtado. Também organizou um exposição e uma palestra de maximafilia, no âmbito das comemorações dos cinquenta anos da Casa do Algarve.

### Falecimento
António dos Santos Furtado faleceu em 1991.

## Homenagens
Em 2009, o escritor José Rosa Sampaio editou a brochura comemorativa Eng. António dos Santos Furtado (1897-1991) Pioneiro da Maximafilia Filatélica. Colecionador de Lugares e de Sonhos.